# Roberto Crippa
Roberto Crippa, pintor y escultor italiano nacido en Monza en 1921.
Conocido principalmente por sus telas abstractas que representan espirales sobre un fondo de color. Fallece en 1972 en Milán.

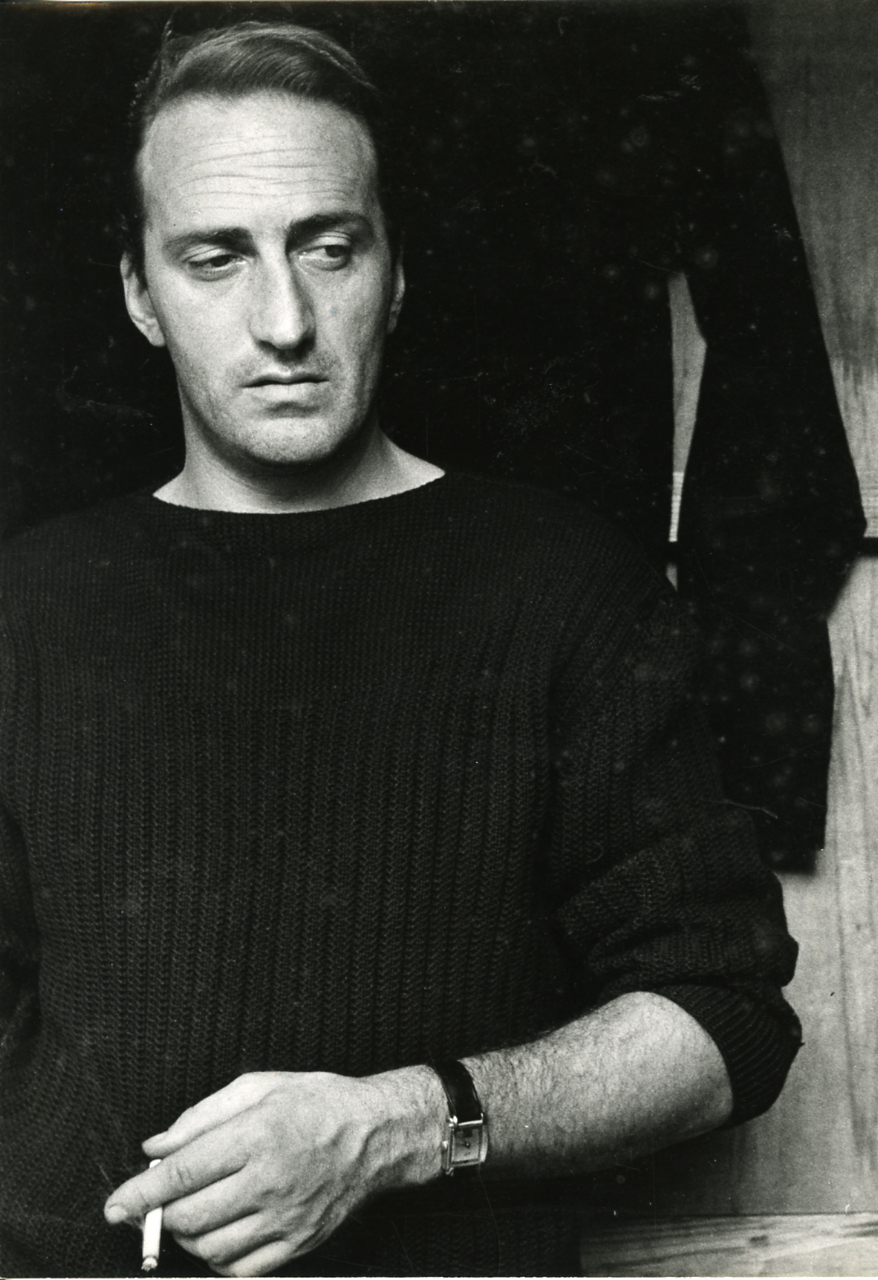
ROberto Crippa, 1955.

- Datos: Q473798
- Multimedia: Roberto Crippa / Q473798